# ديفيد ارمسترونغ جونز (إيرل سنودون الثاني)
ديفيد ارمسترونغ (بالإنجليزية: David Armstrong-Jones)‏ إيرل بريطاني (ولد في قصر كلارنس هاوس - لندن، يوم 3 نوفمبر من العام 1961) هو ابن الاميرة مارجريت شقيقة الملكة إليزابيث الثانية ملكة المملكة المتحدة.